# 9Live
9Live était une chaîne de télévision privée allemande appartenant au groupe ProSiebenSat.1 Media. Elle faisait partie des chaînes de jeux de call-in également appelées call-tv ou bien télé-tirelire en français.